# Vernoy
Vernoy és un municipi francès, situat al departament del Yonne i a la regió de Borgonya - Franc Comtat. L'any 2007 tenia 191 habitants.

## Demografia

### Població
El 2007 la població de fet de Vernoy era de 191 persones. Hi havia 86 famílies, de les quals 24 eren unipersonals (12 homes vivint sols i 12 dones vivint soles), 39 parelles sense fills i 23 parelles amb fills.
La població ha evolucionat segons el següent gràfic:
Habitants censats

### Habitatges
El 2007 hi havia 124 habitatges, 86 eren l'habitatge principal de la família, 35 eren segones residències i 3 estaven desocupats. Tots els 124 habitatges eren cases. Dels 86 habitatges principals, 69 estaven ocupats pels seus propietaris, 15 estaven llogats i ocupats pels llogaters i 2 estaven cedits a títol gratuït; 5 tenien dues cambres, 18 en tenien tres, 16 en tenien quatre i 47 en tenien cinc o més. 60 habitatges disposaven pel capbaix d'una plaça de pàrquing. A 35 habitatges hi havia un automòbil i a 43 n'hi havia dos o més.

### Piràmide de població
La piràmide de població per edats i sexe el 2009 era:
| Homes | Edats   | Dones |
| ----- | ------- | ----- |
| 0     | 95 o +  | 0     |
| 0     | 90 a 94 | 0     |
| 0     | 85 a 89 | 8     |
| 4     | 80 a 84 | 0     |
| 0     | 75 a 79 | 0     |
| 12    | 70 a 74 | 0     |
| 4     | 65 a 69 | 12    |
| 4     | 60 a 64 | 8     |
| 8     | 55 a 59 | 4     |
| 16    | 50 a 54 | 12    |
| 8     | 45 a 49 | 8     |
| 4     | 40 a 44 | 4     |
| 4     | 35 a 39 | 0     |
| 4     | 30 a 34 | 4     |
| 12    | 25 a 29 | 4     |
| 4     | 20 a 24 | 4     |
| 0     | 15 a 19 | 4     |
| 0     | 10 a 14 | 0     |
| 4     | 5 a 9   | 0     |
| 0     | 0 a 4   | 4     |

## Economia
El 2007 la població en edat de treballar era de 127 persones, 82 eren actives i 45 eren inactives. De les 82 persones actives 78 estaven ocupades (38 homes i 40 dones) i 4 estaven aturades (2 homes i 2 dones). De les 45 persones inactives 29 estaven jubilades, 5 estaven estudiant i 11 estaven classificades com a «altres inactius».

### Ingressos
El 2009 a Vernoy hi havia 91 unitats fiscals que integraven 228 persones, la mediana anual d'ingressos fiscals per persona era de 19.578,5 €.

### Activitats econòmiques
Dels 8 establiments que hi havia el 2007, 1 era d'una empresa alimentària, 3 d'empreses de comerç i reparació d'automòbils, 1 d'una empresa d'hostatgeria i restauració, 2 d'empreses de serveis i 1 d'una entitat de l'administració pública.
L'únic servei als particulars que hi havia el 2009 era un restaurant.
Dels 2 establiments comercials que hi havia el 2009, 1 era una botiga de menys de 120 m² i 1 una llibreria.
L'any 2000 a Vernoy hi havia 10 explotacions agrícoles que ocupaven un total de 570 hectàrees.

## Poblacions més properes
El següent diagrama mostra les poblacions més properes.